# Lycianthes pringlei
Lycianthes pringlei är en potatisväxtart som först beskrevs av Robins. och Greenm., och fick sitt nu gällande namn av Friedrich August Georg Bitter. Lycianthes pringlei ingår i Himmelsögonsläktet som ingår i familjen potatisväxter. Inga underarter finns listade i Catalogue of Life.